# Werner Klose
Werner Klose (* 20. März 1923 in Hünern bei Breslau; † 3. November 1987 in Schleswig-Holstein) war ein deutscher Lehrer, Pädagoge und Autor. Er veröffentlichte Erzählungen, Sachbücher und Artikel in Fach- und Publikumszeitungen und -zeitschriften.

## Leben
Von 1945 bis 1950 studierte Werner Klose Germanistik, Geschichte, Philosophie und Pädagogik an der Christian-Albrechts-Universität zu Kiel und schloss sein Studium mit dem Staatsexamen in Germanistik und Geschichte ab. 1944 heiratete er die Breslauerin Ruth Konietzny. Aus der Ehe gingen zwei Söhne und zwei Töchter hervor. Nach dem Staatsexamen ging er als Referendar an das Nordseegymnasium Sankt Peter-Ording und arbeitete dort als Lehrer bis zu seiner Pensionierung. 1971/1972 war er Referent für Mediendidaktik und Grundfragen der Curriculum-Entwicklung in der Schulabteilung des Kultusministeriums Schleswig-Holstein. Er war für die Organisation des norddeutschen Schulfernsehens mitverantwortlich. Von 1972 bis zu seiner Versetzung in den Ruhestand im Jahr 1984 arbeitete er neben seiner unterrichtlichen Tätigkeit auch als hauptamtlicher Studienleiter für Pädagogik in der Lehrerbildung am Landesinstitut Schleswig-Holstein für Praxis und Theorie der Schule (IPTS) in Heide. Über sein Wirken als Lehrer und Pädagoge hinaus war Werner Klose in vielfältiger Weise publizistisch und schriftstellerisch tätig. 1987 kam er bei einem Verkehrsunfall ums Leben.

## Publizistisches Wirken
Werner Klose verfasste eine Reihe von belletristischen Werken und Sachbüchern.

### Belletristik
Seit 1952 widmete sich Klose neben seinem schulischen Engagement dem Schreiben. Im Jahr 1953 entstand die Novelle Jenseits der Schleuse, in der Klose die Erfahrungen, die er als junger Soldat im Zweiten Weltkrieg machen musste, literarisch verarbeitete. Auch in vielen seiner Erzählungen, die dann folgten, thematisierte er die Schrecken des Krieges, die Problematik von Verantwortung und Schuld. Dabei bediente er sich primär der Prosaform der typischen Kurzgeschichte Nachkriegsdeutschlands. Er verfasste das Jugendbuch Markgraf Willehalm als Nacherzählung eines fast unbekanntes Werks Wolframs von Eschenbach und schrieb kleine Spieltexte für Kinder und Jugendliche. 

### Sachbuch
1961 verfasste Klose mit Hitler. Ein Bericht für junge Staatsbürger ein politisches Jugendbuch mit dem Ziel, junge Menschen zu informieren und ihnen durch die Kritik an der Vergangenheit helfende Maßstäbe für Gegenwart und Zukunft zu geben. In weiteren Sachbüchern setzte Klose sich unter anderem mit dem Phänomen der Jugend unter dem Nationalsozialismus sowie mit der Geschichte der Jugendbewegung auseinander. Das Phänomen des Generationswechsels beleuchtete Klose in Stafetten-Wechsel. Fünf Generationen formen unsere Welt. 1974 leistete er mit seinem Buch Didaktik des Hörspiels einen Beitrag zur Arbeit mit dem Hörspiel im Unterricht. 

### Journalistische Tätigkeit
Kloses journalistische Arbeit war inhaltlich eng verknüpft mit seiner Tätigkeit im Lehramt. Er beobachtete die Generationsproblematik kritisch und verfasste zahlreiche Aufsätze in Zeitschriften und Zeitungen zu aktuellen Themen der Zeit. Sein Fokus richtete sich dabei besonders auf Schule und Jugend in Strömungen gesellschaftlichen Wandels im Nachkriegsdeutschland.

### Rundfunk und Hörspiel
Schon früh arbeitete Klose mit dem NDR zusammen. Im Jahr 1959 wurde sein Hörspiel Die Reifeprüfung unter der Regie von Egon Monk im Rundfunk gesendet. Er blieb dem Rundfunk durch kritische Beiträge zu kontrovers diskutierten gesellschaftspolitischen und philosophischen Fragen treu. 

### Schulische Fachliteratur
Als Lehrer an einem Gymnasium befasste er sich mit methodischen und didaktischen Fragestellungen des Deutschunterrichts. So war er Mitherausgeber der Lesebuchreihe TS des Schroedel-Verlags, zu der er auch diverse methodische Inszenierungen verfasste. Zu unterschiedlichsten Themen des Deutschunterrichts schrieb er fachdidaktische Aufsätze und Interpretationen.

### Regionales
Schleswig-Holstein, Eiderstedt und insbesondere Sankt Peter-Ording wurden Klose zur Heimat. Die Nordsee-Landschaft und ihre dort lebenden Menschen regten ihn dazu an, Kurzgeschichten, Kolumnen sowie ein Sachbuch zur Geschichte der Nordsee zu verfassen. Er zählt zu den Pionieren des regionalen Kriminalromans. Seine Krimis Mord in Sanderup und Sonntagsmörder fanden auch über die Landesgrenzen hinaus Beachtung. 

## Auszeichnungen
- 1952: Erzählerpreis des Süddeutschen Rundfunks
- 1974: Eichendorff-Literaturpreis

## Werke (Auswahl)

### Erzählungen und Romane
- Jenseits der Schleuse (Tübingen, 1953)
- Markgraf Willehalm (Tübingen, 1954)
- Das große Karussell. Erzählungen (Tübingen, 1959)
- Mord in Sanderup. Kriminalroman (Hamburg, 1982)
- Sonntagsmörder. Kriminalroman (Hamburg, 1983)

### Sachbücher
- Hitler. Ein Bericht für junge Staatsbürger (Tübingen, 1961)
- Generation im Gleichschritt. Die Hitlerjugend (Oldenburg, 1964, 1982)
- Freiheit schreibt auf eure Fahnen. 800 Jahre deutsche Studenten. (Oldenburg Hamburg, 1967)
- Hitler und sein Staat (Tübingen, 1970, 1979)
- Didaktik des Hörspiels (Stuttgart, 1977)
- Stafetten-Wechsel. Fünf Generationen formen unsere Welt (Osnabrück. 1983)
- Nordseegeschichte. Küsten-Menschen-Schiffe (Heide, 1987)

### Hörspiel
- Reifeprüfung. Hörspiel (Druckausgabe im Reclam-Verlag, Stuttgart 1961; Erstsendung am 23. August 1959 im NDR)